# Новокиївка (Нікопольський район)
Новоки́ївка — село в Україні, у Марганецькій міській громаді Нікопольського району Дніпропетровської області. Населення — 908 мешканців.

## Географія

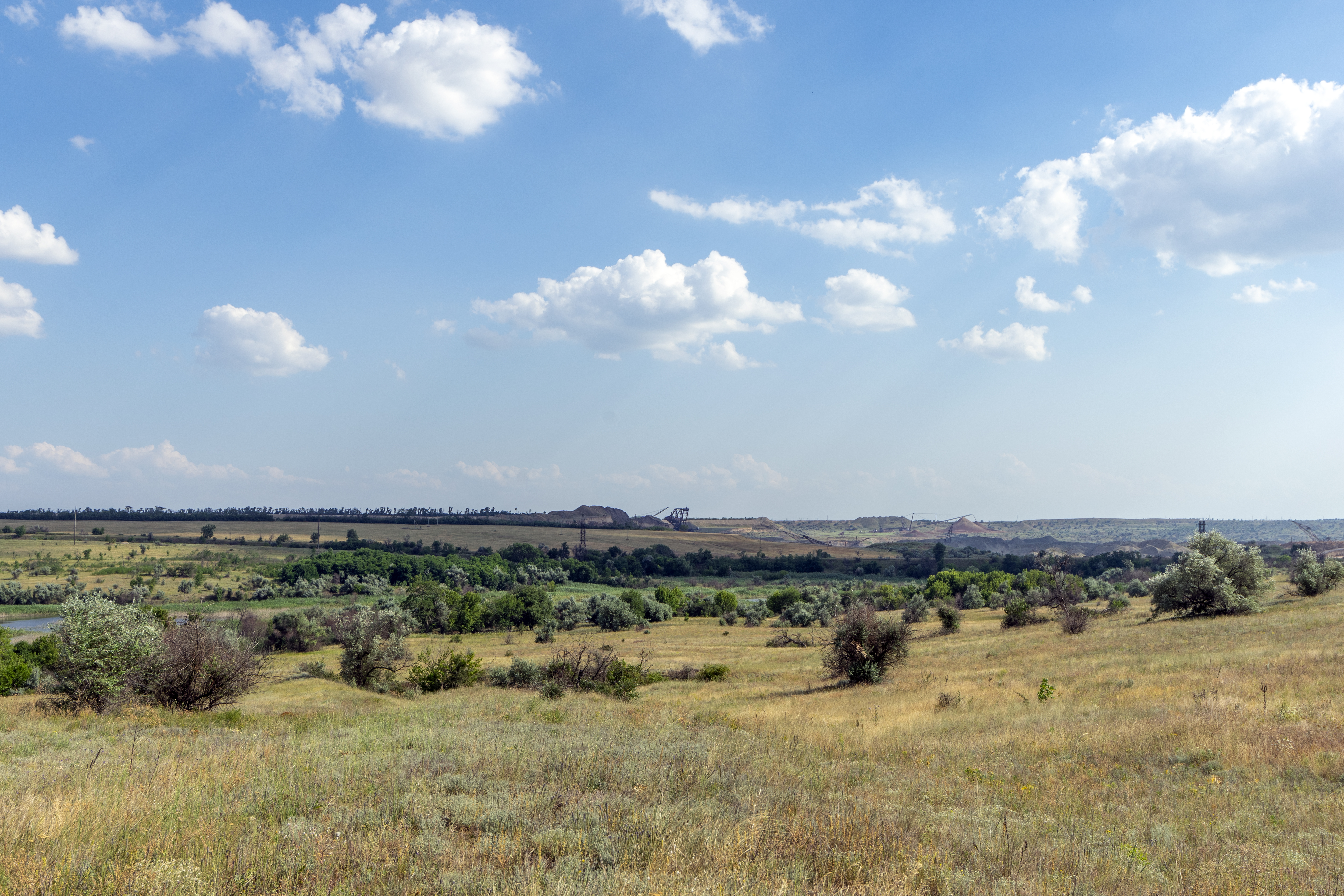
Краєвиди поруч з селом. Заказник Грушівка.

Село Новокиївка розташоване за 2,5 км від правого берега Каховського водосховища (Дніпро). На відстані 2 км розташоване село Новокам'янка. Селом протікає пересихаючий струмок з загатою. Поруч проходить автошлях територіального значення Т 0435.
Знаходиться за 30 км на південний схід від селища Томаківка і за 20 км від залізничної станції Мирова на електрифікованій лінії Апостолове — Запоріжжя Придніпровської залізниці.
Поблизу села знаходиться ландшафтний заказник місцевого значення Грушівка.

## Історія
Новокиївка заснована наприкінці XVIII століття на місці Запорозького зимівника.
Село створене завдяки переселенцям з Черкаського та Чигиринського повітів (нині Черкаська область)
Села Сагунівка та Ломовате Черкаського повіту Київської губернії після звільнення від кріпосної неволі  в 1861 році не переставало бідувати. Головна біда – безземелля. Людей в селі багато, а вільної землі мало, дуже мало. Сагунівська община вже не знала, як ділити ті малесенькі клаптики на нові покоління сагунівців. Як жити далі? Де брати землю?
Та ось, з царської служби повернувся син старого Івана Яковича Кучугурного (1816-07.09.1881 рр, містечко Ломовате Черкаського повіту) , що жив край села біля гори, яку сагунівці називали кучугурою. Звали сина Каленик Іванович Кучугурний (нар. 18.12.1859 у містечку Ломовате, помер у 1941 році в с. Новокиївка) Шість років прослужив у землемірній роті, навчився читати і писати, багато дечого побачив, розуму набрався. А Каленик багато і цікаво розповідав односельцям незвичайних історій, особливо про те, як люди живуть в інших краях. Та особливо вразила сагунівців розповідь про неосяжні широкі степи на півдні, за порогами, про чорноземи, які хоч на хліб намазуй. І ось у безземельних селян визріло рішення послати на Запоріжжя своїх людей, хай своїми очима побачать все те, про що розповідав Каленик. Бажаючих переселитися на нові землі було багато .
Всю зиму 1879 року жваво точились розмови в Сагунівській громаді про нові землі, про переїзд, про ціни на неї. Десятина землі (1 га) коштувала в той час до 200 крб. А ранньої весни Каленик знову вирушив у дорогу. Тепер уже до Катеринославу (нині м. Дніпро) в земельний банк. 
Повертався додому Каленик мов на крилах: земельний державний банк давав майбутнім переселенцям на 10 років кредит на закупку землі. Щоправда, проценти будуть немалі…
А після косовиці і молотьби 1880 року 37 родин готові були до переїзду. Серед них Каленик і Онопрій Кучугурні з молодими дружинами і малими дітьми. Серед перших переселенців також були Чердак Сидір (з містечка Ломовате), Пилип Степанович Пономарь (12.10.1863-1945рр, с. Сагунівка), Куцевол Василь (з с. Леськи), Шапошник Марко (29.03.1850-20.06.1887 рр, з с. Сагунівка, похований в с. Новокиївка), Семен Гавриленко (1845 р.н., с. Сагунівка), Качко, Білоножко (з с. Худоліївка (Черкаський район)) , Короп, Сторчеус,  два рідні брати Вітьки Івани, ще один Вітько, їх двоюрідний брат (з с. Чорнявка (Черкаський район)) та ін. Всі сімейні. Від’їжджаючи, замовили велику берлину (баржу), навантажили на неї все своє майно, корів, коней, брички, посадили своїх дружин із дітьми і вирушили вниз по Дніпру в далеку дорогу. 
Десь у вересні баржа з громадою людей та їх скарбом припливла до порогів. Тут звели з баржі корів і коней, пересадили жінок з дітьми на вози і довга валка вирушила понад Дніпром далі, залишалось 80-100 км. 3-4денні переходи. А баржу з рештками майна і домашнього дріб’язку кілька сміливців взялись переправити через страшні пороги, на той час - ризикована справа, яка закінчилася щасливо. І через кілька днів баржа пристала до берега Бугая біля с. Маламино, нині с.Новокам'янка (Нікопольський район) .

Київці, як їх тепер називали місцеві жителі сіл, почали копати землянки в крутих схилах степу, що тулився до широких понаддніпровських плавнів з першими ознаками осені. Тут і перезимували.

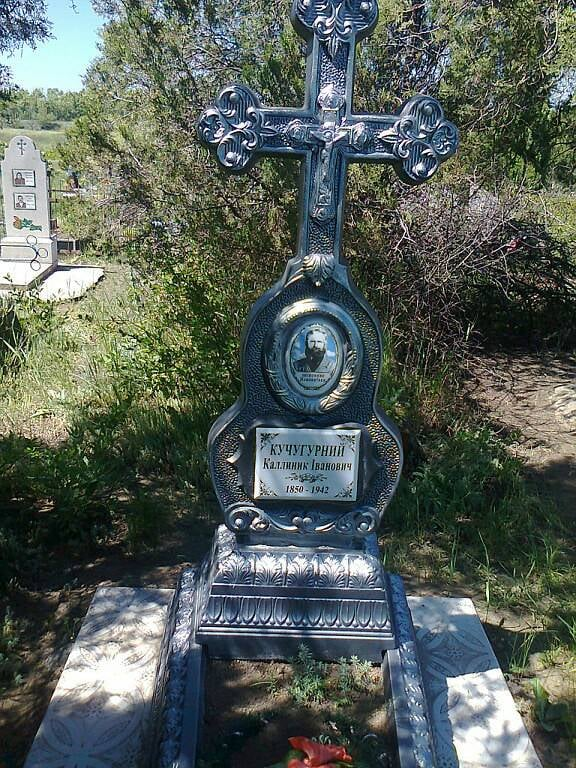

Каленик з мужиками розміряв землю, закуплену у поміщиків, визначав садиби і вулиці майбутнього села. Його вирішили розмістити в трьох км від Маламиного, в центрі куплених земель, в широкій, затишній логовині. З-під крутого північного пагорба з веселим дзюркотом струменіла прозора, смачна вода. Трохи на схід, по той такі логовині, метрів за 400 уже стояли невеличкі села Ломаківка та Єлізавето-Іванівка. Згодом вони злилися з новим селом, яке почали будувати "київці".
Кожного року нове село поповнювалося новими переселенцями з Черкащини – люди їхали з Сагунівки, з сусідніх сіл Ломоватого, Чорнявка, Худяки, Леськи та інших, таких як Худоліївка Чигиринського повіту. В 1883 році в новому селі було вже більше ніж як 160 родин. 
Нове село до 1918 року називалося Царська Милість. Пізніше зустрічаються варіанти назви як : Ново-Київка, і вже потім - Новокиївка. 
В пам'ять про дуже вагомий вклад у спільну справу перших переселенців з Черкащини Каленик Іванович Кучугурний вважається засновникам села, про що зберігаються легенди та перекази, а також встановлено пам’ятний знак на кладовищі села. 
В кінці 1920-х років на території Новокиївка було створено три колгоспи: «Могутня», «Дружба» і ім. Чубаря. Згодом вони об’єдналися в один колгосп ім. С. М. Кірова. Першим головою об’єднаного колгоспу був Киба Кирило Левкович. 

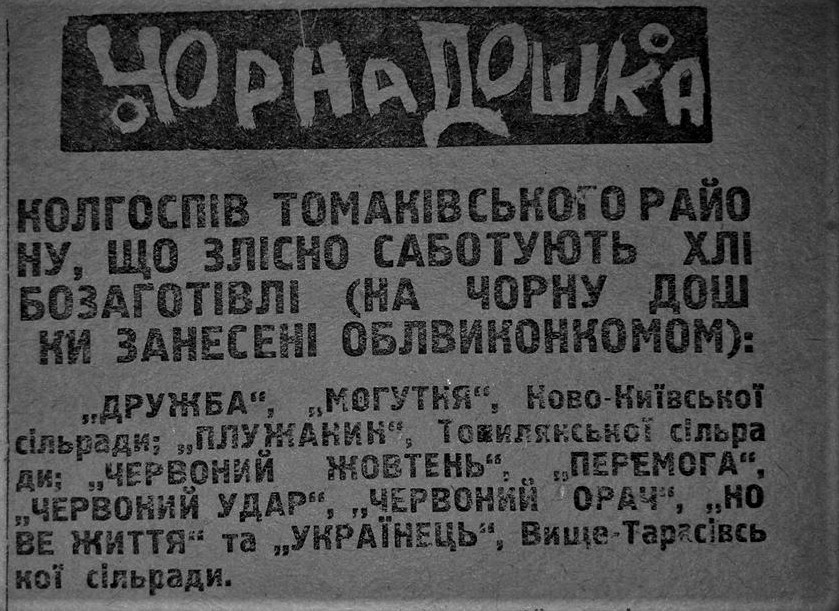
Газета "Соціалістичне поле", грудень 1932 року

У 1920-1930рр на селі відбуваються процеси створення Комітет незаможних селян (КНС, комнезам). Та ці процеси отримували спротив з боку селянства. У березні 1931 року в Новокиївці мала місце так звана «Женская волынка» . Звичайно, репресивними заходами цей спротив був подавлений.
Не оминув Новокиївку і такий вид адміністративно-репресивного засобу колективного покарання, як Чорна дошка. В газеті "Соціалістичне поле" за грудень 1932 року повідомляється, що на Чорні дошкі знаходяться "Дружба", "Могутня" Ново-київської сільради.
27 грудня 1929 року Сталін Йосип Віссаріонович виступив з доповіддю «До питань аграрної політики в СРСР».
У ній він доводив необхідність колективізації і переходу від політики обмеження експлуататорських тенденцій куркульства до політики ліквідації куркульства як класу.
Це означало згортання Нова економічна політика та перехід до нового ладу на селі, який передбачав усуспільнення приватної власності селян та земельних ділянок, тобто створення колгоспів та початок репресій проти «куркулів»
Точного визначення «Куркуль» ніхто, як водилося на той час, не давав.
Через деякий час почнеться боротьба з «куркулями». Мав млин – куркуль! Найняв працівника допомогти у зборі врожаю – куркуль!
Зборами Комітет незаможних селян, навіть не судом, приймалися таке рішення, інколи, і головою колгоспу. У «куркуля» можна було відбирати все майно – будинок, землі, врожай, сільськогосподарський інвентар та худобу. Потім могли прийняти таке рішення, як виселення – виселення з села, за межі області, за межі України. Через деякий час  вже буде і найсуворіше покарання – розстріл.
Все це стало першим кроком до Голодомори в Україні… В Новокиївці також проходила Боротьба з куркулями . 
Проводячи такі каральні заходи проти селян досягли результату – Голод прийшов в Новокиївку… 
У Новокиївці за часів УРСР була розміщена центральна садиба колгоспу ім. С. М. Кірова, за яким закріплено 6165 га сільськогосподарських угідь, у тому числі 5901 га орних земель. Основний напрям господарства — виробництво зерна і продуктів тваринництва. Був автогараж й млин.
17 липня 2020 року, в результаті адміністративно-територіальної реформи та ліквідації Томаківського району, село увійшло до складу Нікопольського району.

## Сьогодення
У селі — Новокиївська восьмирічна школа  , де 17 вчителів навчають 169 учнів, будинок культури із залом на 400 місць, бібліотека з фондом 9753 книги, медичний пункт, дитячі ясла-садок на 60 місць, відділення зв'язку, Ощадбанк, дві побутові установи, сім торгових точок. На даний час, школу що відзначила своє століття ліквідовано, ясла-садок та побутові установи закрили. Село вимирає.

## Населення

### Мова
Розподіл населення за рідною мовою за даними перепису 2001 року:
| Мова            | Кількість | Відсоток |
| --------------- | --------- | -------- |
| українська      | 813       | 89.54%   |
| російська       | 85        | 9.36%    |
| білоруська      | 3         | 0.33%    |
| вірменська      | 2         | 0.22%    |
| інші/не вказали | 5         | 0.55%    |
| Усього          | 908       | 100%     |

## Видатні особистості с. Новокиївка
- Каленик Іванович Кучугурний (1859-1942 рр) - засновник села Царська Милість, потім - с. Новокиївка

- Вітько Іван Тарасович - Герой Радянського Союзу (1943 р.);

- Вітько Андрій Федорович - Герой соціалістичної праці ;

- Вітько Іван Кузьмич – орденоносець, Заслужений вчитель УРСР, керуючий Марганецьким міським відділом освіти протягом 20 років та № 7 у списку Почесні громадяни Марганця;

- Михайлик Павло Андрійович - депутат Запорізької обласної ради семи скликань, почесний громадянин міста Запоріжжя.
- Атамась Петро Йосипович - кандидат наук, професор Дніпропетровського університета імені Альфреда Нобеля.

## Економіка
- Грушівський кар'єр (Видобуток марганцевої руди відкритим способом. Марганцевський ГЗК).